# Uhrichsville, Ohio
Uhrichsville, Ohio (енгл. Uhrichsville) град је у америчкој савезној држави Охајо.

## Демографија
По попису из 2010. године број становника је 5.413, што је 249 (-4,4%) становника мање него 2000. године.
| Група             | 2000.         | 2010.         |
| Белци             | 5.502 (97,2%) | 5.188 (95,8%) |
| Афроамериканци    | 63 (1,1%)     | 74 (1,4%)     |
| Азијати           | 7 (0,1%)      | 15 (0,3%)     |
| Хиспаноамериканци | 35 (0,6%)     | 45 (0,8%)     |
| Укупно            | 5.662         | 5.413         |